# Pseudocandona albicans
Pseudocandona albicans är en kräftdjursart som först beskrevs av Brady 1864.  Pseudocandona albicans ingår i släktet Pseudocandona och familjen Candonidae. Inga underarter finns listade i Catalogue of Life.